# Jonathan Walton
Jonathan Walton, född 6 oktober 1990, är en brittisk roddare.
Walton tävlade för Storbritannien vid olympiska sommarspelen 2016 i Rio de Janeiro, där han tillsammans med John Collins slutade på 5:e plats i dubbelsculler.